# Last Chaos
Last Chaos è un MMORPG, ovvero un Massive Multiplayer Online Role Playing Game gratuito con grafica tridimensionale creato da T-Entertainment e acquistato da AeriaGames che ne ha creato i server americani e dalla Gamigo Games che ne ha invece creato i server europei (attualmente per Germania, Francia, Spagna, Polonia, Turchia e Italia).

## Modalità di gioco
Il personaggio si muove con il classico sistema punta e clicca o con i tasti WASD,la telecamera si aggiusta con il tasto destro del mouse o con le frecce della tastiera.
Nel corso del gioco si dovrà salire di livello svolgendo le varie quest oppure uccidendo i mostri presenti nel gioco.
Bisognerà anche guadagnare Skill Points per acquistare le abilità più potenti e riuscire a competere con mostri e giocatori di livello sempre più alto.
In alcuni server è anche possibile scontrarsi con altri giocatori (PVP) anche attraverso guerre di gilda e Castle Sieges (assalti al castello).

## Classi
Cavaliere: un cavaliere, classica classe da corpo a corpo, quasi nessuna skill a distanza, al livello 31 potrete scegliere se diventare Cavaliere del Re o Cavaliere Templare;
Canaglia: il ladro dei gdr, molto tattico e anche molto forte, al 31 può diventare Attentatrice o Tiratrice Scelta;
Evocatore: lo stregone, ha la possibilità di evocare degli spiriti e di trasformarsi, al 31 può scegliere Elementalista o Specialista;
Maga: la maga, ha dei potentissimi attacchi magici a distanza, al 31 può diventare Strega o Maga;
Titano: il classico barbaro enorme, forte in corpo a corpo anche grazie ad alcuni attacchi ad area, al 31 può diventare Maestro della guerra o Highlander;
Guaritrice: non proprio una guaritrice, visto che ha molto attacco e attacca a distanza, per curare molto deve diventare cleric al 31, infatti può scegliere tra Camminatrice del bosco e Chierica.
Necromante: Un mago dell'oscurità dotato di un potenziale offensivo molto elevato e che utilizza una sfera luminosa detta "anima" per attaccare, questa classe può essere sbloccata solo portando un qualsiasi altro personaggio dell'account almeno al livello 90. Questa classe non possiede specializzazioni.

## Luoghi
Iris, il mondo di Last Chaos è diviso in 8 mappe/zone principali: Juno, Dratan, Merak, Egeha, Strayana, Mooraska (Mondshine nella versione Aeria), Nairat e Tarian.
In questi mondi sono presenti una mappa principale e dei dungeon da esplorare da soli o in gruppo per ottenere più punti esperienza o oggetti rari.
A Juno, Dratan, Merak e Egeha sono presenti dei "Raid Boss" che compaiono nelle zone più affollate della mappa ogni 2 ore e battendoli si possono spesso ottenere degli accessori rari.
A Dratan è presente un PNG chiamato Master of Monster Combo, parlando con lui avrete la possibilità di creare una serie di livelli in cui dovrete sconfiggere dei mostri al fine di ottenere delle "Monete" di vario tipo, utili per fare qualche soldo o per ottenere alcuni accessori particolari chiamati Gioielli Combo.
A Merak è stato da poco introdotto il Cube System, simile al monster combo ma consigliato a giocatori di livello alto, dove si potranno invece ottenere dei libri che servono a imparare le skill di alto livello.
Strayana è invece "la terra del drop", ovvero una zona non tanto adatta a salire di livello, ma molto più adatta alla ricerca di armi e armature da utilizzare o vendere. Anche qui sono presenti 2 Boss: Mist Shadow e Blood Shadow, 2 draghi enormi che, a differenza degli altri raid boss, potete trovare sempre nello stesso posto, e che spesso lasciano cadere armi e oggetti rari (armi livello 85 gialle-verdi-blu con possibile sesto sigillo e Pietra dell'Ombra-Pietra della Vita.)
Nairat è una terra innevata raggiungibile da un portale situato a nord-ovest di Merak. In quest'area sono presenti mostri di liv 120+, dai quali è possibile ottenere una gran quantità di exp, sp e items di livello medio.
Mooraska è raggiungibile solamente dopo aver completato un'apposita quest di accesso ottenuta al livello 130 (140 nella versione Aeria). In questa mappa sono presenti due importanti dungeon: La cappella di Mooraska e L'Altare, un dungeon spedizione.
Tarian è fisicamente uguale a Nairat, ma sono presenti mostri di livello molto più alto, di conseguenza anche gli item droppati.

## Armi e Armature
Le armi e le armature possono essere indossate anche se il proprio personaggio non è dello stesso livello (fino agli item lv72).
Le armi si possono utilizzare pur essendo 4 livelli inferiori, le armature invece 5.
Per esempio: un'arma di livello 21 potrà essere tranquillamente utilizzata da un pg di livello 17 senza subire penalità significative, a parte una leggera diminuzione della frequenza d'attacco. Analogamente un'armatura da 1 a 5 livelli superiori causerà un leggero rallentamento del personaggio
Tuttavia, dal livello successivo ci sarà la "malus difesa"/ "malus attacco" del 50% (il 50% dell'attacco o della difesa sarà tolto all'utilizzo della stessa) e oltre il livello 10 per le armi e 9 per le armature, la differenza sarà del 90%.
Mano a mano che si utilizza un'arma o un'armatura, su di essa apparirà la scritta: "Sigillabile", significa che se acquisterete un Sigillo Insanguinato da NPG Geral, potrete usarla per fare apparire dei bonus aggiuntivi sull'oggetto.
Questo vale per le armature inferiori al livello 75 e le armi inferiori al livello 73, in quanto quelle superiori necessitano almeno dello stesso livello per essere utilizzate. (N.B. = non è possibile nemmeno equipaggiarli per potenziarli)
Gli oggetti di livello 73+ hanno un'opzione chiamata Opzione Nascosta, che può essere utilizzata acquistando una Lente di ingrandimento (ce ne sono di più tipi e sono acquistabili dal PNG Scroll Trader).
Sugli oggetti di livello 73+ non possono essere utilizzati Sigilli Insanguinati poiché posseggono già le Opzioni Nascoste.
Il colore dell'oggetto cambierà, e appariranno da 1 a 6 "sigilli" ovvero dei bonus aggiuntivi. I colori in ordine di potenza e rarità sono: bianco, giallo, verde, blu e blu con 6 "sigilli" (la sesta è sempre un'abilità molto potente e rara).
È possibile potenziare armi e armature tramite il sistema di upgrade.

## Sistema di Potenziamento
Armi e armature hanno un bonus di potenziamento che va da +1 a +19, più alto il bonus, più alte saranno attacco e difesa offerte. Ovviamente è molto difficile ottenere oggetti almeno +15.
Per potenziare un oggetto, equipaggiatelo sul vostro personaggio e trascinate su di esso la pietra che desiderate usare.
È possibile potenziare armi e armature tramite queste pietre:
-Pietre della Forza: si possono ottenere dal NPG "Alchimista" che permette di trasformare armi e armature che non utilizzate in queste pietre. Trasformando le armature si otterrà 1 pietra, trasformando le armi invece se ne otterranno 2.
Con queste pietre potete potenziare gli oggetti dello stesso livello o inferiore all'oggetto trasformato, per esempio: trasformando una spada livello 25, potrete ottenere 2 Pietre della Forza di livello 25, con le quali potrete potenziare oggetti al massimo di livello 25.Con queste pietre non correte il rischio di far scendere il potenziamento o di rompere l'oggetto, ma solo se le usate da +1 a +3. Oltre il +3 c'è una percentuale di rischio molto alta che l'oggetto si rompa se non usate le pietre appropriate.
- Pietre Celestiali: Si possono ottenere dai mostri (drop abbastanza raro) e servono per potenziare da +1 a +16. Usandole si possono ottenere vari effetti: il potenziamento può avere successo, fallire, diminuire di -1 il potenziamento o addirittura rompere l'oggetto perdendolo per sempre. È l'oggetto più comune utilizzato per potenziare gli oggetti.
- Pietre Fortunate: si possono ottenere solo dall'Item Shop o comprandole in gioco da altri giocatori. Con queste pietre potete potenziare da +1 a +6 senza NESSUN rischio di rompere l'oggetto o di far scendere il bonus.
- Minerali di ferro: si possono ottenere scambiando 200 punti reputazione, comprandole da altri giocatori o comprandole sull'ITEM SHOP. Assicurano un +1 automatico da +0 a +14, ma ne potete usare solo UNA per oggetto.
- Pietre della forza Chaos: si possono acquistare solo da altri giocatori o dall'Item Shop. Assicurano un bonus di +1, da +0 a +12, senza rischio di rompere o far scendere il bonus dell'oggetto
- Pietra Roon diabolica: si possono ottenere dai mostri oppure acquistabili nello shop, servono per potenziare item sopra il livello 149. L'item può migliorare con un upgrade che va da +1 a +3.
- Pietra Roon benedetta: si possono ottenere dai mostri oppure acquistabili nello shop, servono per potenziare item sopra il livello 149. L'item può migliorare con un upgrade di +1.

Le Armi potenziate +4 sono luminose e andando sempre più su con i bonus, aumenterà anche l'effetto luminoso (fuoco, scosse elettriche).
Se indossate un set di armatura potenziato completamente +4 o superiore, comparirà a fianco al vostro pg una fatina, che crescerà sempre di più in base al potenziamento del set (con tutto il set +15 avrete una fata enorme).
Potenziando le armi aumenta il bonus di attacco, aumentando le armature invece aumenterà la difesa.
Se il set di armatura è potenziato tutto almeno +4, +6, +8, +10, +12 o +15 si otterranno anche altri bonus come la possibilità di trasportare più oggetti o un aumento ulteriore della difesa fisica, magica e della possibilità di schivare gli attacchi nemici. L'upgrade massimo è di +18 senza fusione e di +19 con fusione.

## Sistema Apprendista
Questo sistema permette ai giocatori nuovi di imparare a giocare. Dopo il livello 50 si ha la possibilità di diventare maestro e prendere degli apprendisti al vostro seguito che siano sotto il livello 30.
Nel box sopra la Chat a sinistra inizieranno a scorrere delle scritte blu, con scritti i nomi dei personaggi creati da poco nel gioco. Vi basterà aggiungerli alla friend list e contattarli. Viceversa si può diventare apprendisti di qualcuno usando l'azione "Cerca supporto", comparirà una lista di possibili maestri e basterà selezionarne uno dall'elenco. Quando l'apprendista arriva al liv 20 guadagna due armi evento, una per tipo, di livello 21+15 (ha un attacco superiore alle armi normali di livello 21). Quando l'apprendista raggiungerà il livello 30 il maestro guadagnerà 5 punti lealtà, al livello 50 l'apprendistato terminerà e il maestro guadagnerà altri 5 punti lealtà e un certificato del maestro, grazie al certificato potranno essere guadagnati 15 punti aggiuntivi, per un totale di 25 punti.  200 punti lealtà possono essere scambiati per una Mineral di Ferro dal PNG appropriato (Alchimista). Altrimenti i punti lealtà possono essere conservati per potere indossare le armature lealtà in vendita sempre dallo stesso PNG.

## Item Shop
Last Chaos è un gioco free, ma è possibile acquistare sul sito (tramite PayPal e altri metodi di pagamento) dei punti (AP o Aeria Points per la versione USA o Cash per le versioni Gamigo) che consentono di acquistare sia in gioco che sul sito degli oggetti unici (alcuni irreperibili in gioco), come ad esempio le pozioni che aumentano i punti esperienza ottenuti dai mostri del 30% o alcuni oggetti utilizzati per potenziare armi e armature.